# Rivea
Rivea is een geslacht uit de windefamilie (Convolvulaceae). De soorten komen voor van het Indisch subcontinent tot in Indochina.

## Soorten
- Rivea hypocrateriformis (Desr.) Choisy
- Rivea ornata (Roxb.) Choisy
- Rivea wightiana R.R.Mill